# Parlamentswahl in Südkorea 2012

Mehrheiten bei der Parlamentswahl nach Distrikten:
Saenuri-Partei (새누리당)
Minju-tonghap-Partei (민주통합당)
Jayu-seonjin-Partei (자유선진당)
Tonghap-jinbo-Partei (통합진보당)
Unabhängige

Sitzverteilung im neugewählten südkoreanischen Parlament:
Saenuri-Partei (새누리당)
Minju-tonghap-Partei (민주통합당)
Jayu-seonjin-Partei (자유선진당)
Tonghap-jinbo-Partei (통합진보당)
Unabhängige

Die Parlamentswahl in Südkorea fand am 11. April 2012 statt. Die südkoreanische Bevölkerung stimmte über die Zusammensetzung der südkoreanischen Nationalversammlung (Gukhoe) mit 300 Sitzen ab. 246 Abgeordnete wurden direkt in den Wahlkreisen gewählt, 54 im Proporzverfahren über Parteilisten. Die regierende konservative Saenuri-Partei konnte trotz Verlusten ihre absolute Mehrheit knapp verteidigen.

## Wahlkampfthemen
Der offizielle Wahlkampf begann am 29. März 2012. Nach Berichten internationaler Medien spielte das Thema Nordkorea kaum eine Rolle. Stattdessen drehte sich der Wahlkampf um Themen der Wirtschafts-, Bildungs- und Sozialpolitik, wie Inflation, Wirtschaftswachstum, das zunehmende Einkommensgefälle und die hohen Kosten für Wohnraum und Ausbildung. In den Meinungsumfragen in den Monaten vor der Wahl schnitt die regierende konservative Saenuri-Partei von Präsident Lee Myung-bak deutlich schlechter ab als die liberalen Oppositionsparteien. Dem Präsidenten wurde zwar zugutegehalten, dass er mit seiner Wirtschaftspolitik Südkorea deutlich schneller aus der internationalen Finanz- und Wirtschaftskrise herausgeführt hatte, jedoch wurde ihm und der von seiner Partei vertretenen Politik soziale Kälte und Härte vorgeworfen. Die Parteichefin der Saenuri-Partei Park Geun-hye konzentrierte ihren Wahlkampf daher schwerpunktmäßig auf die genannten sozial- und bildungspolitischen Themen.

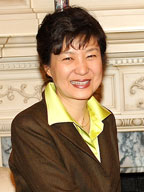
Park Geun-hye (박근혜) Saenuri-Partei
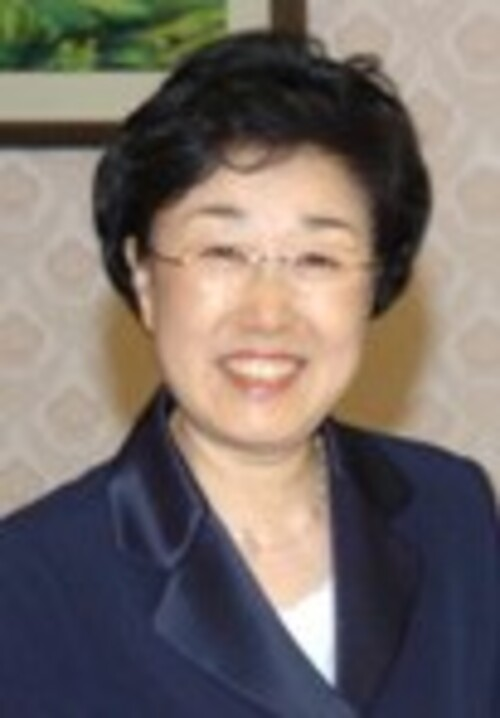
Han Myung-sook (한명숙) Minju-tonghap-Partei

## Ergebnisse
| Partei | Partei                                                        | Kürzel         | Ausrichtung | Wahlkreise | Wahlkreise  | Wahlkreise | Verhältniswahl | Verhältniswahl | Verhältniswahl | Sitze gesamt |
| Partei | Partei                                                        | Kürzel         | Ausrichtung | Stimmen    | Stimmen (%) | Sitze      | Stimmen        | Stimmen (%)    | Sitze          | Sitze gesamt |
| ------ | ------------------------------------------------------------- | -------------- | ----------- | ---------- | ----------- | ---------- | -------------- | -------------- | -------------- | ------------ |
|        | Saenuri-Partei 새누리당 Neue Welt Partei                      | SP             | konservativ | 9.324.911  | 43,3 %      | 127        | 9.129.226      | 42,8 %         | 25             | 152          |
|        | Minju-tonghap-Partei 민주통합당 Vereinte Demokratische Partei | MTP            | liberal     | 8.156.045  | 37,9 %      | 106        | 7.775.737      | 36,5 %         | 21             | 127          |
|        | Tonghap-jinbo-Partei 통합진보당 Vereinigte Progressive Partei | TJP            | links       | 1.291.306  | 6,0 %       | 7          | 2.198.082      | 10,3 %         | 6              | 13           |
|        | Jayu-seonjin-Partei 자유선진당 Liberale Fortschrittspartei    | JAP            | konservativ | 474.001    | 2,2 %       | 3          | 689.843        | 3,2 %          | 2              | 5            |
|        | Jinbo-sin-Partei 진보신당 Neue Progressive Partei             | JIP            | links       | 101.614    | 0,5 %       | 0          | 242.995        | 1,1 %          | 0              | 0            |
|        | Gungmin-saenggak-Partei 국민생각 Partei Nationaler Gedanke    | GSP            | konservativ | 44.379     | 0,2 %       | 0          | 156.222        | 0,7 %          | 0              | 0            |
|        | Changjo-hanguk-Partei 창조한국당 Partei Kreatives Korea       | CHP            | liberal     | 3.624      | 0,0 %       | 0          | 91.875         | 0,4 %          | 0              | 0            |
|        | Sonstige Parteien                                             |                | –           | 132.709    | 0,6 %       | 0          | 1.125.495      | 5,0 %          | 0              | 0            |
|        | Unabhängige Kandidaten                                        |                |             | 2.016.737  | 9,4 %       | 3          | –              | –              | –              | 3            |
|        | Gesamtergebnis                                                | Gesamtergebnis | 21.545.326  | 100 %      | 246         | 21.327.600 | 100 %          | 54             | 300            |              |

Ergebnisse nach Wahlbezirken
Saenuri-Partei (SP)
Minju-tonghap-Partei (MTP)
Tonghap-jinbo-Partei (TJP)
Jayu-seonjin-Partei (JAP)

Die Wahlbeteiligung betrug 54,3 % und lag damit deutlich höher als bei der letzten Wahl, als sie bei nur 46,0 % gelegen hatte. Im Ergebnis erzielte die regierende Saenuri-Partei trotz deutlichen Verlusten einen Wahlsieg und gewann eine sehr knappe Mehrheit von 152 der insgesamt 300 Parlamentsmandate. Dieser Erfolg der Saenuri-Partei war in diesem Ausmaß überraschend und einige Monate vor der Wahl noch undenkbar gewesen. Er ist ganz wesentlich der Popularität und dem Wahlkampf der Parteivorsitzenden Park Geun-hye zuzuschreiben, die damit auch gute Aussichten hat für die anstehenden Präsidentschaftswahlen in diesem Jahr als Spitzenkandidatin ihrer Partei nominiert zu werden. Infolge der Wahlniederlagen der Oppositionsparteien traten die Vorsitzenden von der Jayu-seonjin-Partei Shim Dae-pyong und Minju-tonghap-Partei Han Myung-sook von ihren Ämtern zurück. Die konservative Saenuri-Partei erzielte ihre besten Ergebnisse vor allem in den östlichen Landesteilen, die Partei für Jayu-seonjin-Partei erreichte mit mehr als 20 % Stimmenanteil in der westlichen Provinz Süd-Chungcheongnam ihr bestes Ergebnis, während die liberalen und linken Parteien ihre Schwerpunkte eher im Süden und Westen des Landes hatten.
Weniger als zwei Wochen nach der Wahl verlor die Saenuri-Partei durch die Parteiaustritte von zwei Abgeordneten ihre absolute Mehrheit. Kim Hyung-tae ist wegen des Vorwurfs der sexuellen Belästigung ausgetreten, Moon Dae-sung war Plagiatsvorwürfen bezüglich seiner Dissertation ausgesetzt. Damit hat die Saenuri-Partei nur noch 150 von 300 Sitzen.